# Klosterkirche Zuckau

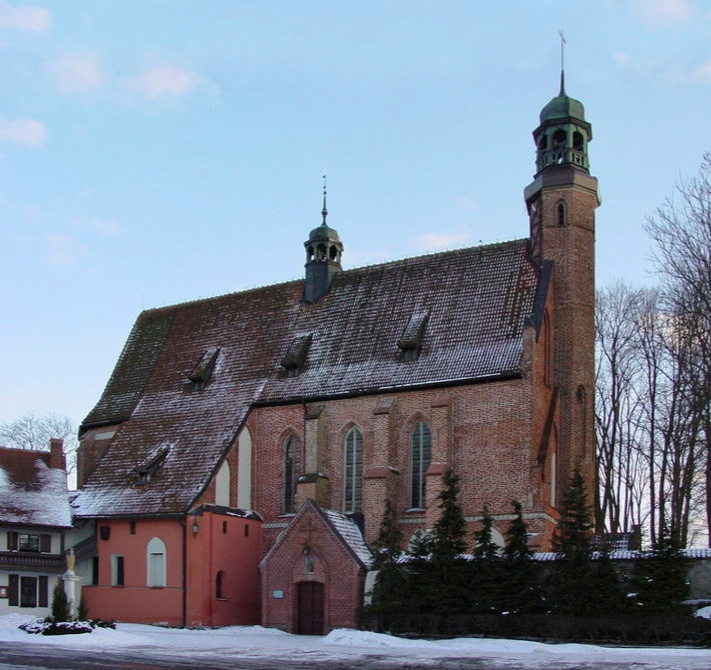
Kirche Zuckau, 2005

Die Klosterkirche Zuckau in Zuckau (heute polnisch: Żukowo) bei Danzig ist ein erhaltenes Bauwerk des Klosters Zuckau.

## Bauwerk
Der erste Kirchenbau vom Anfang des 13. Jahrhunderts ist im Westteil der heutigen Kirche mit vier Jochen erhalten. Im 14. Jahrhundert wurde der Bau erhöht, um drei Joche verlängert, und der dreiseitige Chor angefügt. Das schmale achteckige Westtürmchen trägt eine durchbrochenen Haube aus dem 18. Jahrhundert. Zwar gibt es Strebepfeiler, doch wurde im Mittelalter statt der geplanten Gewölbe eine Holzdecke eingezogen, von der sich im Dachraum Reste finden. Die heutigen Kreuzgewölbe und die Nonnenempore stammen vom Anfang des 17. Jahrhunderts. Der Hochaltar mit zweigeschossigem Aufbau stammt aus derselben Werkstatt wie der Hochaltar in  Karthaus und der Marienaltar in Pelpin. Ein Schreinaltar stammt aus Antwerpen und zeigt Jugend und Leben Christi. Ein weiterer Schreinaltar ist ein einheimisches Werk aus dem 16. Jahrhundert und zeigt angeblich den Klostergründer Mestwin I.